# Shay Brennan (Politiker)

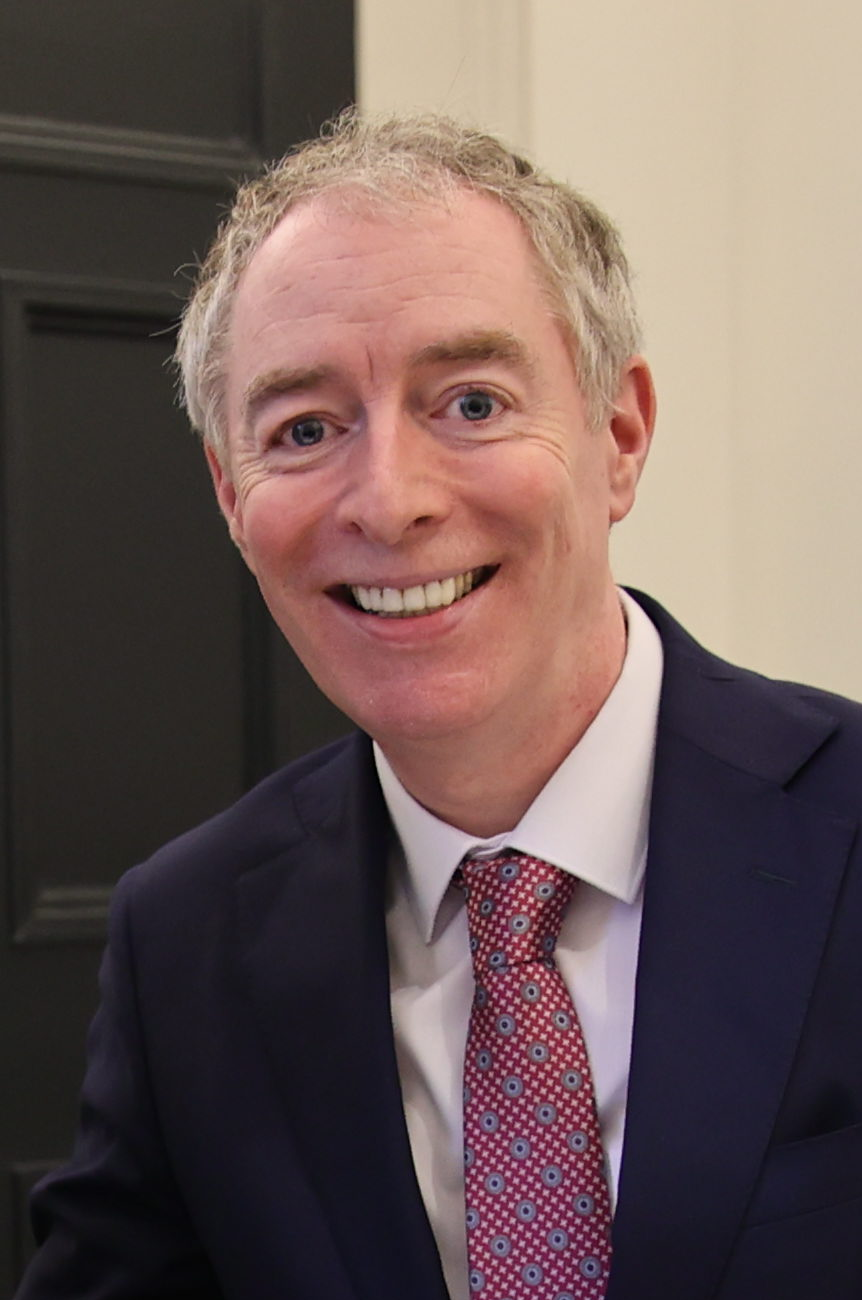
Shay Brennan (2024)

Shay Brennan (* im 20. Jahrhundert) ist ein irischer Politiker (Fianna Fáil) und seit 2024 Teachta Dála (Abgeordneter) im Dáil Éireann, dem irischen Unterhaus.

## Leben
Brennan arbeitete nach seiner Ausbildung im Bankensektor und studierte Wirtschaftswissenschaften am University College Dublin.
Brennans Vater ist der frühere irische Politiker und Minister Séamus Brennan (1948–2008). Nach dessen Tod trat Brennan 2009 bei den Nachwahlen im Wahlkreis Dublin South an, erhielt jedoch nicht ausreichend Stimmen. 2014, 2019 und 2024 wurde er für den Bezirk Dundrum in den Dun Laoghaire–Rathdown County Council gewählt. 2019 bis 2020 war er Ratsvorsitzender (Cathaoirleach) dort.
2020 versuchte er erneut ohne Erfolg, im Wahlkreis Dublin Rathdown  in den Dáil gewählt zu werden. Erst bei den Wahlen zum Dáil Éireann 2024 gelang es ihm, einen Sitz zu erringen.